# Nids d'oiseaux (gastronomie)
On appelle nids d'oiseaux un plat d'origine bruxelloise. Celui-ci se présente sous la forme d'une boulette de viande contenant un œuf au centre. La boulette est cuite au four ou à la friteuse.
Lorsque la boulette est coupée en deux, cela représente un nid d'oiseau.
Historiquement, ce plat était confectionné avec des restes de viande hachés ou bouillis.